# Reserva Natural de Sokhondo
A Reserva Natural de Sokhondo (em russo: Сохондинский заповедник) é uma área protegida na Rússia, localizada no sul da Sibéria Oriental, 25 km ao norte da fronteira com a Mongólia. Neste lugar existe a fonte mais distante do rio Amur, que é centrada no maciço da montanha de Sokhondo (com 2508 metros), no setor mais elevado das montanhas de Khentey-Chikoyskogo, na cordilheira de Sokhondo. Sokhondo tem dois picos (Grande Sokhondo e Pequeno Sokhondo), sendo o que resta actualmente de um antigo vulcão. Também dentro das fronteiras há um grande número de lagos de origem glacial. Em 1985, Sokhondo foi nomeada Reserva de Biosfera MAB ("Man and Biosphere" (Homem e Biosfera)) da UNESCO. A reserva situa-se no distrito de Chita, no Oblast de Chita.

## Topografia
Esta área protegida está inserida numa área montanhosa a leste do Lago Baikal. Os dois principais picos (o Grande Sokhondo e o Pequeno Sokhondo) têm apenas 100 metros de diferença um do outro, em relação à altura, mas são separados vários rios pequenos e vales. Para o sudeste do Maciço Sokhondo, fica a Depressão Altan-Kyra, uma área caracterizada pela existência de estepes da Mongólia. As montanhas de Sokhondo estão na divisão continental entre o oceano Pacífico e as drenagens do Ártico, com alguns rios que correm para o rio Ienissei e para norte, enquanto outros rios correm para o rio Onon, que é um dos principais afluentes do rio Amur, a leste.

## Clima e eco-região
A reserva de Sokhondo está localizada na eco-região das florestas de coníferas da região do Lago Baikal, uma região de extensas florestas de coníferas e de laríço de Dahurian, nas montanhas e colinas a leste e sudeste do Lago Baikal.

O clima de Sokhondo é um clima sub-árctico, caracterizado por invernos longos e muito frios, e verões frescos. Apesar dos infernos frios, ocorre pouca queda de neve nesta região.